# Ісайас ді Норонья
Жозе́ Іса́йас ді Норо́нья (порт. José Isaías de Noronha; 6 липня 1874 — 29 січня 1963) — бразильський військовий і державний діяч, адмірал, член військової хунти, що керувала країною у період з 24 жовтня до 3 листопада 1930 року.

## Біографія
Жозе Ісайас ді Норонья народився в родині спадкового військовика, генерала Мануела Муніса ді Нороньї та Зулміри Аугусти Агіар. Дядько Ісайаса, Жуліу Сезар ді Норонья, у 1902–1906 роках був головнокомандувачем Військово-морським флотом Бразилії, а син останнього, Сілвіу ді Норонья, займав цей же пост у 1946–1951 роках.
Ісайас ді Норонья навчався у військово-морській академії. 1923 року йому було надано звання контр-адмірала.
Вже будучи адміралом, Норонья став членом військової хунти, створеної 24 жовтня 1930 року у зв'язку з революцією, що спалахнула в Бразилії, та зайняв посаду головнокомандувача ВМФ, на якій перебував до 17 грудня.